# Natalia Pyhyda
Natalia Serhijivna Pyhyda (ukrainska: Наталія Сергіївна Пигида), född den 30 januari 1981 i Nova Kachovka, Ukrainska SSR, Sovjetunionen, är en ukrainsk friidrottare som tävlar i kortdistanslöpning.
Pyhydas genombrott kom när hon var i final på 400 meter vid junior-VM 2000 och slutade på en sjätte plats. Hon var i final även vid inomhus-VM 2004 på 200 meter och slutade femma. Samma resultat nådde hon vid inomhus-EM 2005 på 400 meter. 
Vid EM 2006 i Göteborg blev hon utslagen i semifinalen på 400 meter. Även vid Olympiska sommarspelen 2008 blev hon utslagen i semifinalen, denna gång tävlade hon på 200 meter.
Hennes första mästerskapsmedalj vann hon vid inomhus-EM 2009 då hon blev silvermedaljör på 400 meter. 

## Personliga rekord
- 200 meter - 22,82
- 400 meter - 51,44